# طوطی برزیلی لیلیان
طوطی عاشق لیلیان  یا طوطی برزیلی لیلیان ، نام دیگر آن «طوطی برزیلی نیاسا» است که نام علمی آن Agapornis lilianae می‌باشد. این گونه در سال ۱۸۶۴ برای اولین بار کشف شد و در مرحله نخست به عنوان زیر گونه‌ای از طوطی برزیلی صورت هلویی شناخته شد اما در سال ۱۸۹۴م توسط شرق‌شناس و زمین‌شناس انگلیسی «جورج ارنست شلی» به عنوان گونه‌ای جدید دسته‌بندی گردید و به افتخار دانشمند مشهور «لیلیان سکالتیر» نامگذاری شد و در سال ۱۹۲۶م برای اولین بار به قاره اروپا صادر گردید و با موفقیت از آن جوجه‌گیری شد. خاستگاه آن جنوب تانزانیا، شمال زیمبابوه و بخش شرقی زامبیا است و معمولاً در گله‌های صد تایی در نزدیکی منابع آب زندگی می‌کند، زیرا که این نژاد به آب‌تنی بسیار علاقه‌مند است. طول بدن آن بین ۱۲ تا ۱۳ سانتی‌متر است و رنگ بدن آن سبز و سر آن به رنگ سرخ درخشان مایل به پرتقالی است بوده و پس سر آن سبز مایل به سرخ و دم سبز رنگ بوده و در انتها به رنگ پرتقالی تیره در می‌آید. منقار به رنگ سرخ درخشان بوده و اطراف چشم را حلقه‌ای سفید فرا گرفته و پاها به رنگ خاکستری و ناخن‌ها به رنگ سیاه می‌باشد و از لحاظ رنگ تفاوتی بین نر و ماده وجود ندارد و این گونه فقط به دو رنگ دیده می‌شوند که عبارتند از رنگ اصلی و لوتینو که رنگ لوتینو به صورت پرهای زرد رنگ با چشم‌های سرخ رنگ می‌باشد.